# Josef Stroh
Josef „Pepi” Stroh (ur. 5 marca 1913 w Wiedniu, zm. 7 stycznia 1991 tamże) – austriacki piłkarz i trener, reprezentant Austrii i Niemiec.

## Kariera klubowa
Swoją przygodę z futbolem Stroh rozpoczął w 1931 w drużynie Floridsdorfer AC. Rok później przeszedł do jednej z najbardziej utytułowanych drużyn w kraju, jaką była Austria Wiedeń. W latach 1933 oraz 1936 wygrywał z Austrią Puchar Mitropa.
Pięciokrotnie triumfował w rozgrywkach o Puchar Austrii w sezonach 1932/33, 1934/35, 1935/36, oraz po zakończeniu II wojny światowej w sezonach 1947/48 i 1948/49. W sezonie 1948/49 zdobył z Austrią jedyne w karierze mistrzostwo kraju. Po tym sezonie zakończył karierę piłkarską.
| Sezon   | Klub             | Kraj       | Rozgrywki  | Mecze | Bramki |
| ------- | ---------------- | ---------- | ---------- | ----- | ------ |
| 1931/32 | Floridsdorfer AC | Austria    | Bundesliga |       |        |
| 1932/33 | Austria Wiedeń   | Austria    | Bundesliga |       |        |
| 1933/34 | Austria Wiedeń   | Austria    | Bundesliga |       |        |
| 1934/35 | Austria Wiedeń   | Austria    | Bundesliga |       |        |
| 1935/36 | Austria Wiedeń   | Austria    | Bundesliga |       |        |
| 1936/37 | Austria Wiedeń   | Austria    | Bundesliga |       |        |
| 1937/38 | Austria Wiedeń   | Austria    | Bundesliga |       |        |
| 1938/39 | Austria Wiedeń   | III Rzesza | Gauliga    |       |        |
| 1939/40 | Austria Wiedeń   | III Rzesza | Gauliga    |       |        |
| 1940/41 | Austria Wiedeń   | III Rzesza | Gauliga    |       |        |
| 1941/42 | Austria Wiedeń   | III Rzesza | Gauliga    |       |        |
| 1942/43 | Austria Wiedeń   | III Rzesza | Gauliga    |       |        |
| 1943/44 | Austria Wiedeń   | III Rzesza | Gauliga    |       |        |
| 1944/45 | Austria Wiedeń   | III Rzesza | Gauliga    |       |        |
| 1945/46 | Austria Wiedeń   | Austria    | Bundesliga | 12    | 1      |
| 1946/47 | Austria Wiedeń   | Austria    | Bundesliga | 18    | 6      |
| 1947/48 | Austria Wiedeń   | Austria    | Bundesliga | 16    | 7      |
| 1948/49 | Austria Wiedeń   | Austria    | Bundesliga | 10    | 4      |

## Kariera reprezentacyjna

### Reprezentacja Austrii
Stroh został powołany na Mistrzostwa Świata 1934 rozgrywane we Włoszech. Podczas turnieju, na którym Austria zajęła 4. miejsce pełnił rolę rezerwowego napastnika. Swój pierwszy mecz w reprezentacji rozegrał 6 października 1935 z Węgrami, zremisowanym 4:4.
Po Anschlussie Austrii do III Rzeszy reprezentował barwy Niemiec, jednak po zakończeniu II wojny światowej ponownie reprezentował Austrię. Znalazł się w kadrze Austrii na Letnie Igrzyska Olimpijskie 1948. Ostatni mecz w narodowych barwach Austrii zanotował 31 października 1948 przeciwko Czechosłowacji, przegrany 1:3. Łącznie w latach 1935–1948 Josef Stroh zagrał dla Austrii w 17 spotkaniach, w których strzelił 4 bramki.
| Mecze i gole w reprezentacji Austrii | Mecze i gole w reprezentacji Austrii | Mecze i gole w reprezentacji Austrii | Mecze i gole w reprezentacji Austrii | Mecze i gole w reprezentacji Austrii | Mecze i gole w reprezentacji Austrii | Mecze i gole w reprezentacji Austrii |
| #                                    | Data                                 | Miasto                               | Przeciwnik                           | Gol                                  | Wynik                                | Rozgrywki                            |
| ------------------------------------ | ------------------------------------ | ------------------------------------ | ------------------------------------ | ------------------------------------ | ------------------------------------ | ------------------------------------ |
| 1.                                   | 06.10.1935                           | Wiedeń                               | Węgry                                |                                      | 4:4                                  | Puchar Europy Środkowej              |
| 2.                                   | 06.05.1936                           | Wiedeń                               | Anglia                               |                                      | 2:1                                  | towarzyski                           |
| 3.                                   | 27.09.1936                           | Budapeszt                            | Węgry                                |                                      | 3:5                                  | Puchar Europy Środkowej              |
| 4.                                   | 24.01.1937                           | Paryż                                | Francja                              | Gol                                  | 2:1                                  | towarzyski                           |
| 5.                                   | 21.03.1937                           | Wiedeń                               | Włochy                               | Gol                                  | 2:0                                  | towarzyski                           |
| 6.                                   | 09.05.1937                           | Wiedeń                               | Szkocja                              |                                      | 1:1                                  | towarzyski                           |
| 7.                                   | 23.05.1937                           | Budapeszt                            | Węgry                                |                                      | 2:2                                  | towarzyski                           |
| 8.                                   | 19.09.1937                           | Wiedeń                               | Szwajcaria                           |                                      | 4:3                                  | Puchar Europy Środkowej              |
| 9.                                   | 10.10.1937                           | Wiedeń                               | Węgry                                | Gol                                  | 1:2                                  | Puchar Europy Środkowej              |
| 10.                                  | 24.10.1937                           | Praga                                | Czechosłowacja                       |                                      | 1:2                                  | Puchar Europy Środkowej              |
| 11.                                  | 05.05.1946                           | Colombes                             | Francja                              |                                      | 1:3                                  | towarzyski                           |
| 12.                                  | 18.04.1948                           | Wiedeń                               | Szwajcaria                           |                                      | 3:1                                  | towarzyski                           |
| 13.                                  | 02.05.1948                           | Wiedeń                               | Węgry                                |                                      | 3:2                                  | Puchar Europy Środkowej              |
| 14.                                  | 30.05.1948                           | Stambuł                              | Turcja                               |                                      | 1:0                                  | towarzyski                           |
| 15.                                  | 11.07.1948                           | Solna                                | Szwecja                              |                                      | 2:3                                  | towarzyski                           |
| 16.                                  | 03.10.1948                           | Budapeszt                            | Węgry                                |                                      | 1:2                                  | towarzyski                           |
| 17.                                  | 31.10.1948                           | Bratysława                           | Czechosłowacja                       | Gol                                  | 1:3                                  | Puchar Europy Środkowej              |

### Reprezentacja III Rzeszy
W wyniku Anschlussu Austria została włączona do III Rzeszy. Josef Stroh od 1938 grał dla reprezentacji III Rzeszy. W tym samym roku otrzymał powołanie na Mistrzostwa Świata. Na francuskim turnieju zagrał w przegranym 2:4 meczu ze Szwajcarią.
Mecz ten był jednocześnie debiutem Stroha w nowej reprezentacji. Ostatni mecz w drużynie III Rzeszy zagrał 26 lutego 1939 z Jugosławią, zakończony zwycięstwem 3:2. Łącznie Stroh w latach 1938–1939 zagrał dla III Rzeszy w 4 spotkaniach, w których raz wpisał się na listę strzelców.
| Mecze i gole w reprezentacji III Rzeszy | Mecze i gole w reprezentacji III Rzeszy | Mecze i gole w reprezentacji III Rzeszy | Mecze i gole w reprezentacji III Rzeszy | Mecze i gole w reprezentacji III Rzeszy | Mecze i gole w reprezentacji III Rzeszy | Mecze i gole w reprezentacji III Rzeszy |
| #                                       | Data                                    | Miasto                                  | Przeciwnik                              | Gol                                     | Wynik                                   | Rozgrywki                               |
| --------------------------------------- | --------------------------------------- | --------------------------------------- | --------------------------------------- | --------------------------------------- | --------------------------------------- | --------------------------------------- |
| 1.                                      | 09.06.1938                              | Paryż                                   | Szwajcaria                              |                                         | 2:4                                     | MŚ 1938                                 |
| 2.                                      | 18.09.1938                              | Chemnitz                                | Polska                                  |                                         | 4:1                                     | towarzyski                              |
| 3.                                      | 25.09.1938                              | Bukareszt                               | Rumunia                                 | Gol                                     | 4:1                                     | towarzyski                              |
| 4.                                      | 26.02.1939                              | Berlin                                  | Jugosławia                              |                                         | 3:2                                     | towarzyski                              |

## Kariera trenerska
Po zakończeniu kariery piłkarskiej w 1949 roku, pracował jako trener pracował z zespołami Wiener Neustädter SC, FC Wien czy SC Schwechat. W 1951 wyjechał do Szwecji, gdzie podjął pracę w Jönköpings Södra IF. Cztery lata później został trenerem Malmö FF. Dwukrotnie poprowadził zespół do wicemistrzostwa Allsvenskan w sezonach 1955/56 i 1956/57.
Od 1959 pracował w IFK Göteborg, lecz rok później powrócił do Austrii, w której podjął pracę jako trener ówczesnego wicemistrza kraju Wiener SC. Pracę w Wiener zakończył w 1963. W latach 1964–1966 trenował kluby skandynawskie, takie jak SK Brann, po raz drugi Jönköpings Södra IF oraz Sandvikens IF. Po zakończeniu pracy w Sandvikens nie prowadził więcej żadnej drużyny.

## Sukcesy

### Zawodnik
Austria Wiedeń
- Mistrzostwo Austrii (1): 1948/49
- Puchar Austrii (5): 1932/33, 1934/35, 1935/36, 1947/48, 1948/49
- Puchar Mitropa (2): 1933, 1936

### Trener
Malmö FF
- Wicemistrzostwo Allsvenskan (2): 1955/56, 1956/57